# Harker Point
Harker Point är en udde i Sydgeorgien och Sydsandwichöarna (Storbritannien). Den ligger i den sydöstra delen av Sydgeorgien och Sydsandwichöarna.
Terrängen inåt land är huvudsakligen kuperad, men den allra närmaste omgivningen är bergig. Havet är nära Harker Point åt sydost.  Det finns inga samhällen i närheten. 